# Tworzywa sztuczne

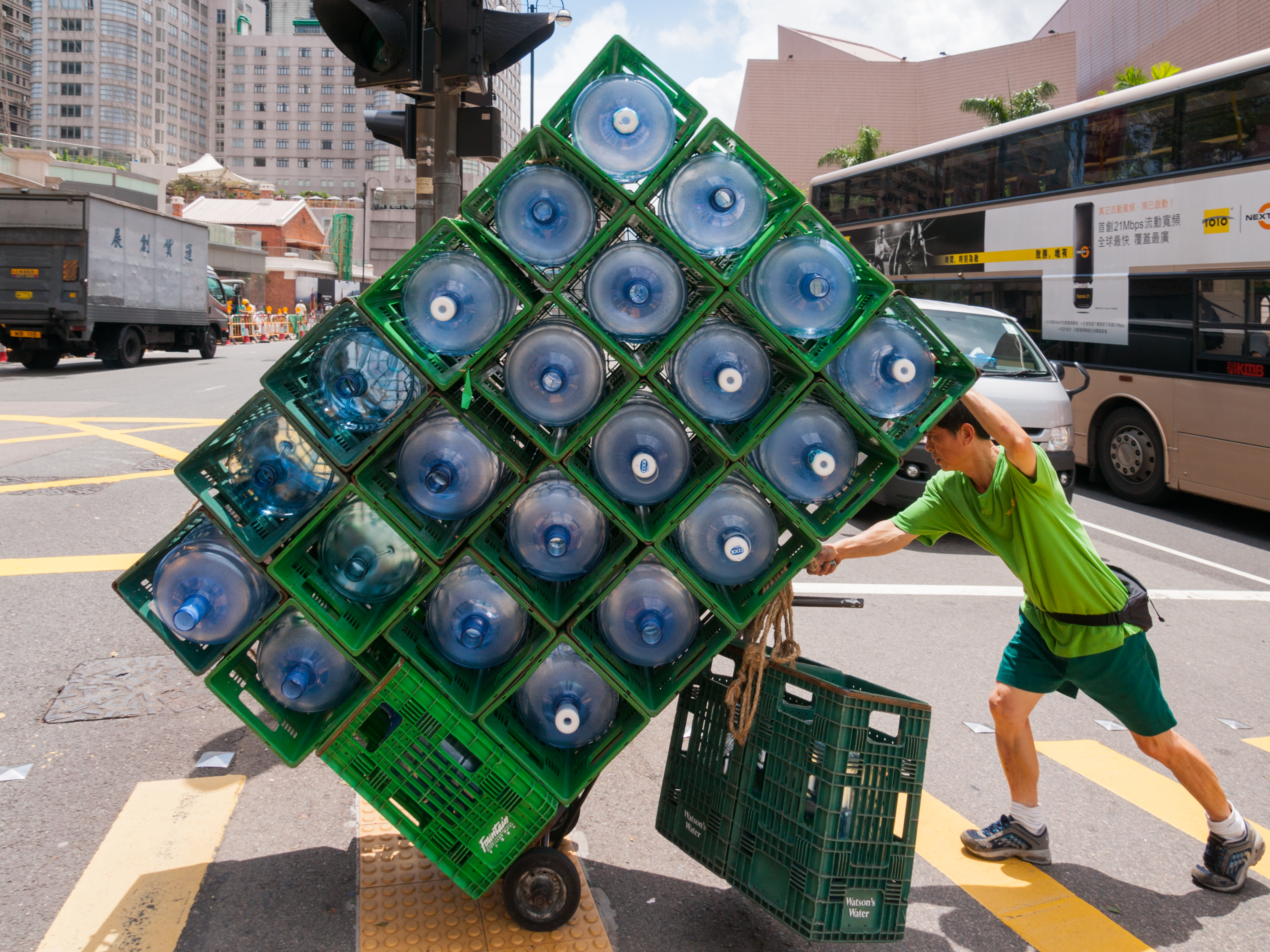
Hongkong, Chiny: dostawca wody w butelkach z tworzyw sztucznych

Tworzywa sztuczne – materiały składające się z polimerów syntetycznych (wytworzonych sztucznie przez człowieka i niewystępujących w naturze) lub zmodyfikowanych polimerów naturalnych oraz dodatków modyfikujących takich jak np. napełniacze proszkowe lub włókniste, stabilizatory termiczne, stabilizatory promieniowania UV, uniepalniacze, środki antystatyczne, środki spieniające, barwniki itp.
Termin „tworzywa sztuczne” funkcjonuje obok często stosowanych określeń potocznych, np. plastik. Najściślejszym terminem obejmującym wszystkie materiały zawierające jako główny składnik polimer, bez rozróżniania, czy jest on pochodzenia sztucznego czy naturalnego, jest określenie „tworzywa polimerowe”.
Tworzywa polimerowe stanowią osobną grupę materiałów obok materiałów ceramicznych, metali i ich stopów oraz drewna, które ze względu na budowę cząsteczek celulozy, również należy zaliczyć do naturalnych materiałów polimerowych.
Zaletami tworzyw sztucznych jest łatwość przetwórstwa (niskie koszty wykonywania dużych serii gotowych wyrobów w porównaniu do innych grup materiałów). Ta ostatnia cecha głównie zadecydowała o wielkim rozwoju przemysłu tworzyw polimerowych w XX wieku.
Wadami tworzyw polimerowych są: mała odporność na wysokie temperatury i mniejsze właściwości mechaniczne (np. twardość, podatność na pełzanie) w porównaniu np. do metali lub ceramiki. Pomimo że właściwości mechaniczne większości tworzyw polimerowych są mniejsze w stosunku do metali, to włókna z niektórych tworzyw polimerowych (np. aromatyczne poliamidy – Kevlar) mogą wykazywać większą wytrzymałość na rozciąganie (powyżej 3500 MPa) nawet w stosunku do wysokogatunkowych stali. Podobnie bardzo wysoką wytrzymałością charakteryzują się kompozyty polimerowe.
Do wad tworzyw polimerowych zalicza się bardzo długi czas rozkładu, jeśli człowiek dokonuje zaśmiecania nimi środowiska naturalnego, czy też podczas składowania ich na składowiskach odpadów. Od początku ich masowej produkcji 9% zostało poddane recyklingowi, 12% spalono, a 79% zostało wyrzuconych na składowiska odpadów. Równocześnie tworzywa polimerowe stanowią doskonałe materiały wtórne do ponownego przerobu w technologiach recyklingu, gdzie na samym końcu powinny one kończyć „swoje życie” jako materiał opałowy, ze względu na wysoką wartość opałową, często porównywalną do węgla. Pomimo zaawansowanych technologii w spalarniach odpadów, które eliminują emisję szkodliwych związków do środowiska, wciąż obserwuje się wysoki opór społeczny podczas wyboru lokalizacji spalarni odpadów. Spalanie tworzyw polimerowych w gospodarstwach domowych jest zabronione, m.in. ze względu na za niską temperaturę spalania, co powoduje emisję do atmosfery silnie trujących związków.
Od lat 50. do 2017 r. wyprodukowano 8,3 mld ton tworzyw sztucznych, a w latach 1988–2010 światowa roczna produkcja wzrosła z 75 mln do 245 mln ton rocznie. W 2016 r. światowa produkcja tworzyw wzrosła o 4% w stosunku do roku poprzedniego i wyniosła 335 mln ton. W 2017 roku produkcja plastiku na świecie wyniosła 348 mln ton. Światowa produkcja tworzyw sztucznych w roku 2018 szacowana jest na 359 mln ton, co oznacza wzrost w odniesieniu do roku poprzedniego o 3%. Zaobserwowano, że drobne odpady tworzyw sztucznych unoszą się na powierzchni północnego Oceanu Atlantyckiego i północnego Oceanu Spokojnego. W latach 1988–2010 nie zaobserwowano wzrostu ilości tych odpadów. Badania na Morzu Sargassowym sugerują, że morskie mikroorganizmy są zdolne do rozkładania tworzyw sztucznych.
Podczas badań w 2009 roku stwierdzono w żołądkach ryb z północnego Oceanu Spokojnego obecność tworzyw sztucznych (badano 141 okazów z 27 gatunków, tworzywa wykryto u 9,2%).

## Tworzywa sztuczne a naturalne
Niektóre z zamieszczonych tu informacji wymagają weryfikacji.
Dokładniejsze informacje o tym, co należy poprawić, być może znajdują się w dyskusji tej sekcji.
 Po wyeliminowaniu niedoskonałości należy usunąć szablon {{Dopracować}} z tej sekcji.
Współcześnie paleta dostępnych tworzyw sztucznych umożliwia w praktyce zastąpienie nimi niemal każdego tworzywa naturalnego. Tworzywa sztuczne nie mają jednak zwykle własności identycznych z tworzywami naturalnymi. Zwykle tworzywa sztuczne mają takie same, a nawet lepsze te własności, które są najbardziej istotne dla danego zastosowania, mogą mieć jednak gorsze mniej istotne własności.
Np. zastosowanie tworzywa PET zamiast szkła do produkcji butelek ma następujące zalety:
- butelki z PET są lżejsze (znacznie mniejsze zużycie surowca i energii potrzebnej do produkcji, transportu, recyklingu),
- PET się nie tłucze (zastosowanie w miejscach, gdzie nie jest dopuszczalne szkło: stadion, basen itp.),
- łatwiej jest uformować je w niemal dowolny kształt (wysokie walory estetyczne opakowań),

ale ma też wady:
- PET w temperaturze pow. 70 °C traci swoje własności mechaniczne (butelki nie nadają się do pasteryzacji w wysokiej temperaturze bez stosowania dodatkowych technik uszlachetniających np. dodatek PEN);
- niska barierowość butelki (bez dodatkowych technologii zwiększających barierę (np. butelki wielowarstwowe) nie nadaje się do długoterminowego pakowania piwa, soków, mleka).

Podobne wady i zalety posiada wiele innych tworzyw sztucznych.

## Podział tworzyw sztucznych
Tworzywa polimerowe mogą być klasyfikowane na wiele sposobów.

### Ze względu na pochodzenie podstawowego składnika
- tworzywa sztuczne pochodzenia naturalnego – np. galalit, który robi się z kazeiny pochodzącej z mleka, czy celuloid, który robi się z celulozy pochodzącej z drewna
- syntetyczne tworzywa sztuczne – w których podstawowy składnik jest substancją otrzymaną na drodze syntezy organicznej

### Ze względu na fizykochemiczne właściwości przetwórcze
1. tworzywa termoplastyczne – uplastyczniające („topiące”) się pod wpływem temperatury np. polietylen, polipropylen, poli(chlorek winylu) itp.
2. tworzywa reaktywne – ulegające reakcji chemicznej sieciowania np. żywice epoksydowe, żywice poliestrowe, kauczuk

### Ze względu na zastosowanie
- konstrukcyjne,
- porowate,
- powłokotwórcze,
- adhezyjne,
- włóknotwórcze,
- specjalne (wymieniacze jonowe, polimery biomedyczne itp).

### Ze względu na właściwości fizykochemiczne
- Plastomery – polimery, które pod wpływem naprężeń wykazują bardzo małe odkształcenia (mniejsze niż 1%). Do plastomerów zalicza się termoplasty i duroplasty[8].
- Elastomery – tworzywa, które przy małych naprężeniach wykazują duże odkształcenie (do 1000%), można je rozciągać i ściskać, w wyniku czego zmieniają znacznie swój kształt, ale po odjęciu siły wracają do poprzednich kształtów. Elastomery zastąpiły prawie całkowicie kauczuk naturalny, ale znalazły też szereg nowych zastosowań, niedostępnych dla zwykłego kauczuku[8].

Ze względów ekologicznych trwają prace nad biologicznie rozkładającymi się tworzywami sztucznymi, produkowanymi na bazie roślinnej czy zwierzęcej.

### Ze względu na dodatki, które występują w tworzywie
W skład tworzyw sztucznych oprócz polimerów wchodzą różnego rodzaju dodatki nadające im określone właściwości fizyczne. Mogą to być:
1. napełniacze;
2. plastyfikatory;
3. stabilizatory;
  1. antyoksydanty;
  2. dodatki zmniejszające palność;
4. antystatyki;
5. barwniki;
6. dodatki przeciwścierne.

## Przetwórstwo i obróbka
Przetwórstwem tworzyw sztucznych nazywa się proces formowania z nich wyrobów.
Do podstawowych technik stosowanych w przetwórstwie zalicza się:
1. wytłaczanie
2. wtryskiwanie
3. prasowanie
  - tłoczenie
  - przetłaczanie
  - formowanie płyt
4. walcowanie i kalandrowanie
5. odlewanie

## Szkodliwość
W organizmach prawie wszystkich dzieci można znaleźć substancje, które wchodzą w skład plastiku, a niektóre z nich mogą być szkodliwe dla zdrowia – wynika z badania przeprowadzonego przez naukowców z Instytutu Roberta Kocha w Berlinie na zlecenie resortu środowiska.

## Kody recyklingu tworzyw sztucznych

Wywóz odpadów z tworzyw sztucznych, Tomaszów Mazowiecki

W celu uproszczenia recyklingu tworzyw sztucznych został wprowadzony przez Society of the Plastics Industry Inc (USA)' w 1988 kod oznaczania tych tworzyw. Pierwotnie został on zaprojektowany dla tworzyw stosowanych w naczyniach i opakowaniach stosowanych w gospodarstwach domowych. Później jednak został rozszerzony na inne tworzywa, a także na metale. Symbole te ułatwiają ich sortowanie w sortowniach odpadków. Dodatkowo informują też konsumentów, z jakim tworzywem mają do czynienia.
Kody zawierają trzy strzałki, tworzące trójkąt, z grotami skierowanymi zgodnie z ruchem wskazówek zegara. Wewnątrz trójkąta znajduje się liczba oznaczająca kod tworzywa, a pod trójkątem umieszczany jest skrót literowy, pochodzący z angielskiej nazwy głównego polimeru wchodzącego w skład oznakowanego tworzywa. Kod ten bywa też stosowany do metali kolorowych i aluminium.
Przykładowe symbole

Poli(tereftalan etylenu)
Polietylen (wysokiej gęstości)
Polichlorek winylu
Polietylen (niskiej gęstości)
Polipropylen
Polistyren